# Anthony Spilotro
Anthony Spilotro (n. 19 mai 1938 – d. 14 iunie 1986) a fost un mafiot italian american, membru al Mafiei din Chicago în Las Vegas în anii '70 și '80. Rolul său era acela de a proteja profiturile ilegale obținute de Mafie din urma cazinourilor. Spilotro l-a înlocuit pe Marshall Caifano, și el membru al familiei din Chicago.
În iunie 1986, Spilotro și fratele său Michael au fost chemați de către Samuel Carlisi la o întâlnire la o cabană de vânătoare deținută de fostul șef mafiot al lui Spilotro, Joey Aiuppa. Rapoartele originale susțin că acolo cei doi au fost bătuți cu bestialitate fiind apoi îngropați de vii într-un lan de porumb în Enos, Indiana. Spilotro ar fi fost ucis deoarece de când acesta preluase controlul asupra operațiuniilor din Vegas, lucrurile se înrăutățiseră considerabil pentru Familie.
1. 1 2  Anthony Spilotro, SNAC, accesat în 9 octombrie 2017
2. 1 2  Anthony Spilotro, Find a Grave, accesat în 9 octombrie 2017
3. 1 2  Find a Grave, accesat în 28 iunie 2024